# منزل كوتشة هفت تن
منزل کوتشة هفت تن (بالفارسية: خانه کوچه هفت تن) هو منزل تاريخي يعود إلى عصر القاجاريون، ويقع في طهران.